# Fredmansgatan

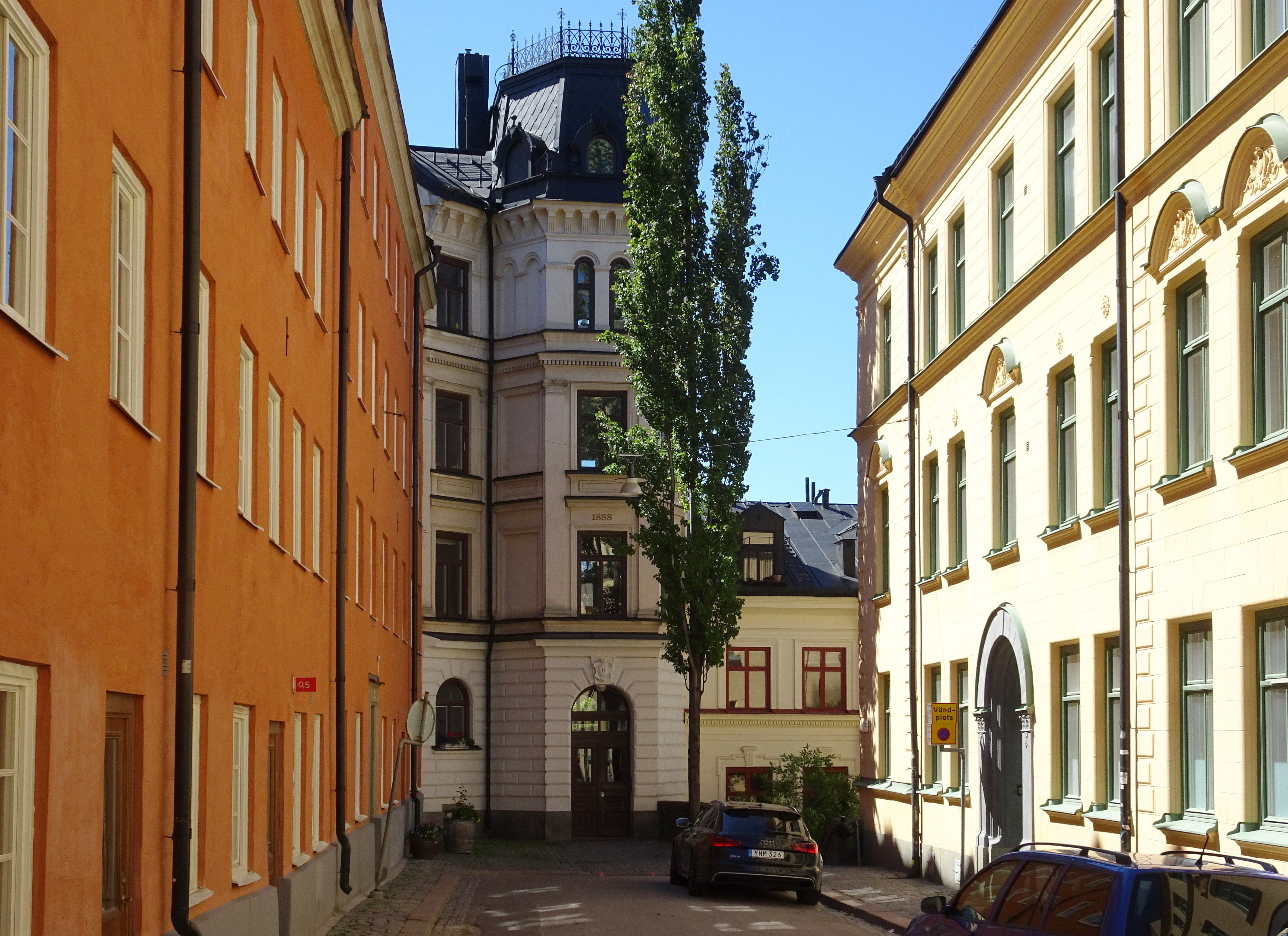
Fredmansgatan mot väster. Till höger syns fastigheten "Paris 15" och rakt fram fastigheten "Småland 9", 2019.

Fredmansgatan är en gata på Södermalm i Stockholm. Gatan sträcker sig från Kvarngatan i öster till Bellmansgatan i väster. Vid anslutningen till Bellmansgatan finns trappor. Gatan fick sitt nuvarande namn i samband med Stockholms gatunamnsreform 1885.

## Historik

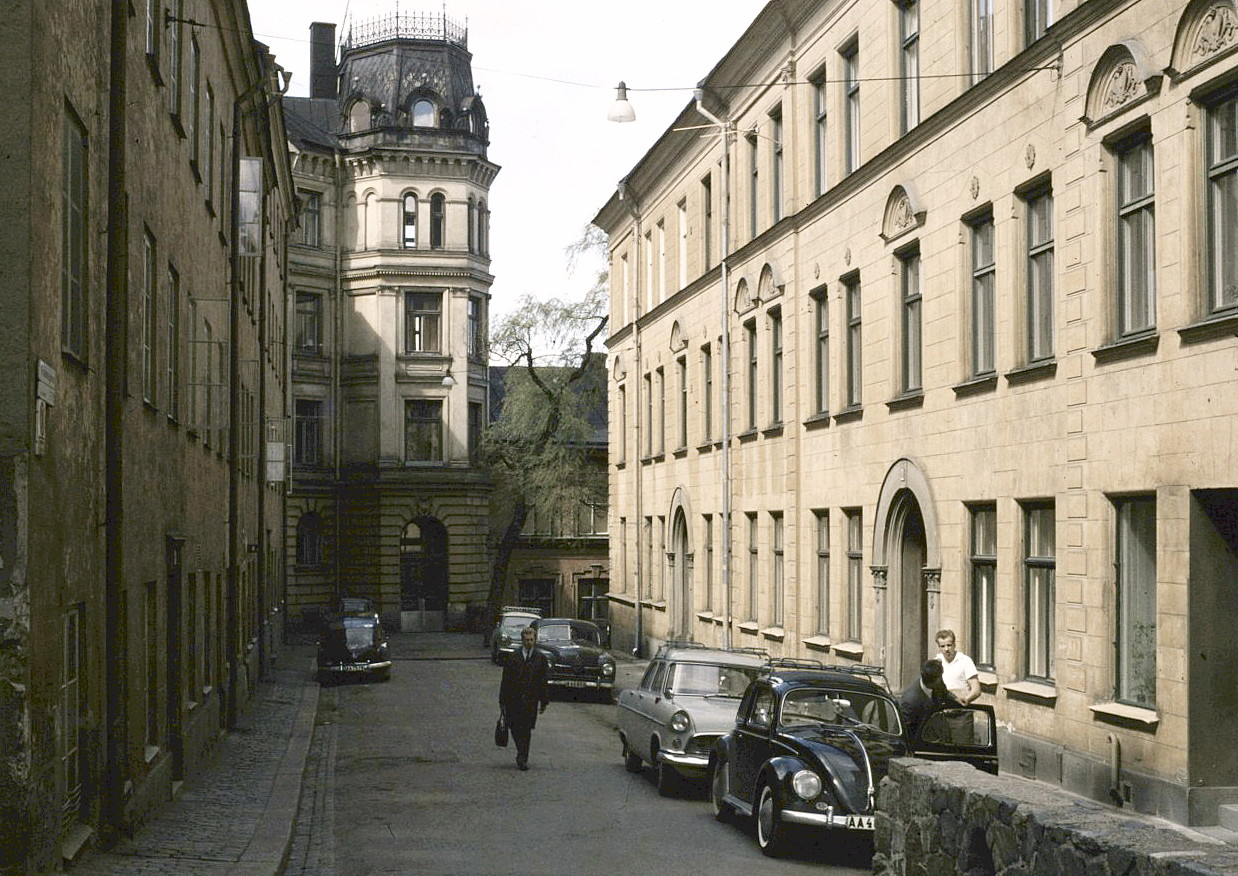
Fredmansgatan mot väster, 1962.

Ett tidigare namn var Parisgränden. Den var uppkallad efter det intilliggande kvarteret med samma namn, som i sin tur hade sitt namn efter den tyskfödde krögaren Jakob Paris. Innan namnändringen fanns ytterligare en Parisgränd, den låg i Vasastaden. Istället för att bibehålla en av gatorna med detta namn, beslöts vid namnrevisionen 1885 att byta namn på båda. Den i Vasastaden döptes om till Observatoriegatan och den på Södermalm till Fredmansgatan. Bakgrunden till namnet är den närliggande Bellmansgatan och den av Carl Michael Bellman besjungne hovurmakaren Jean Fredman.

## Intressanta byggnader vid gatan
- Fredmansgatan 1–3 (fastighet Nederland Mindre 21), arkitekt Josef Östlihn, byggår 1923–1924, dagens Maria Elementar.
- Fredmansgatan 6 (fastighet Paris 15), arkitekt Anders Gustaf Forsberg, byggår 1896–1898, här låg Albert Lundells konfekt- och chokladfabrik och Liljeholmens tryckeri.
- Fredmansgatan 11 (fastighet Småland 9), arkitekt okänd, byggår 1888. Byggnaden är blåmärkt av Stadsmuseet i Stockholm, vilket innebär att den utgör "synnerligen höga kulturhistoriska värden".

## Bilder

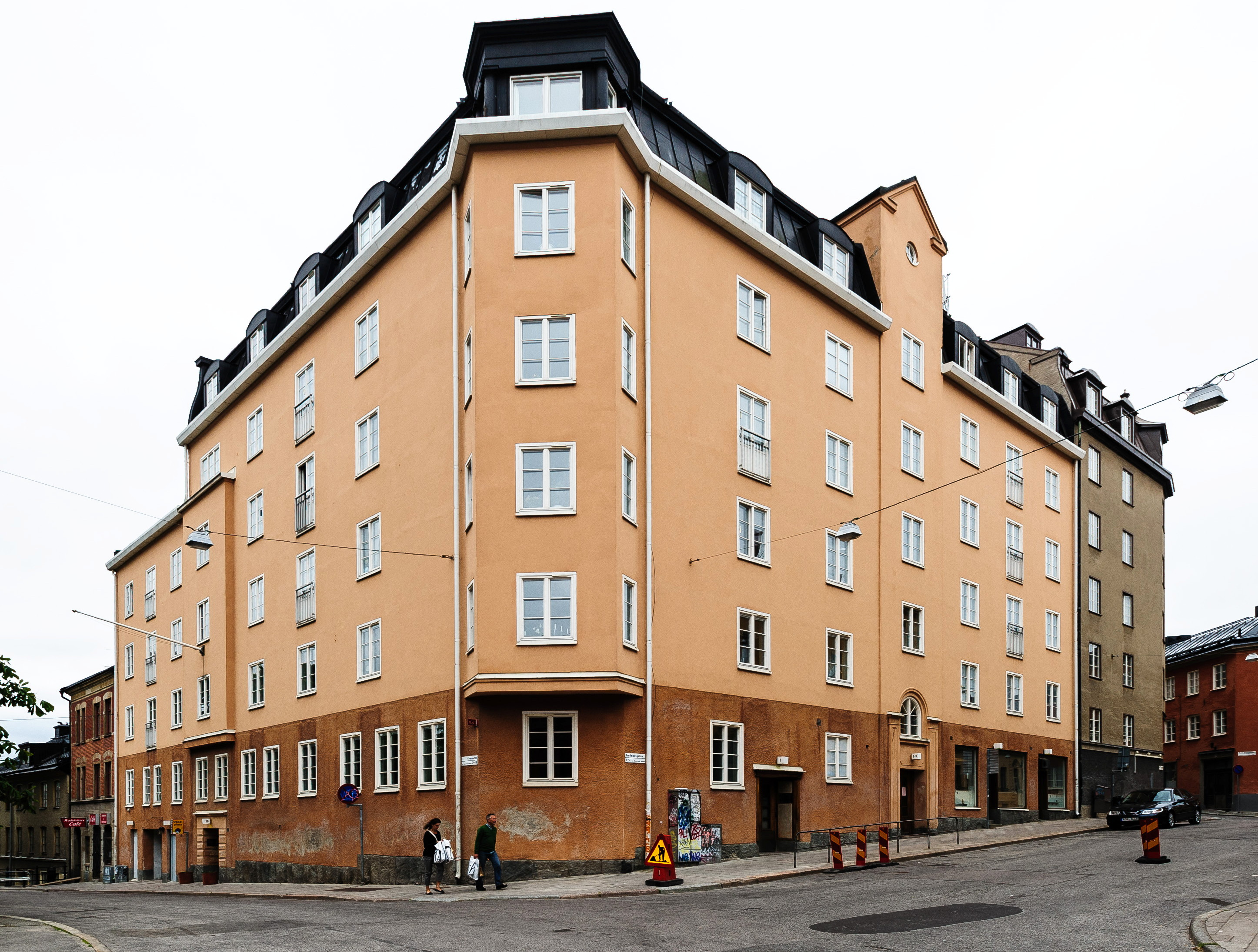
Maria Elementar.
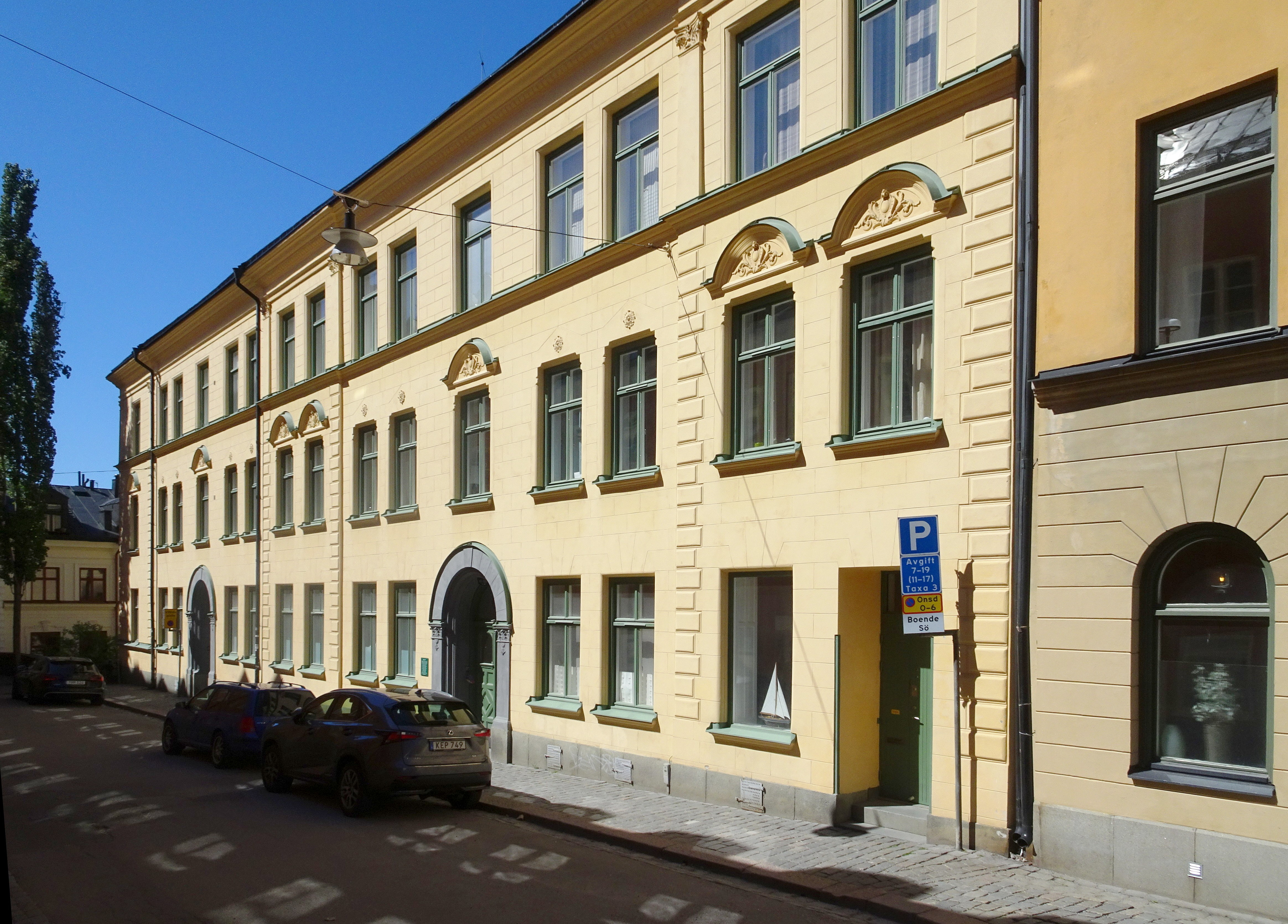
F.d. Albert Lundells konfekt- och chokladfabrik.
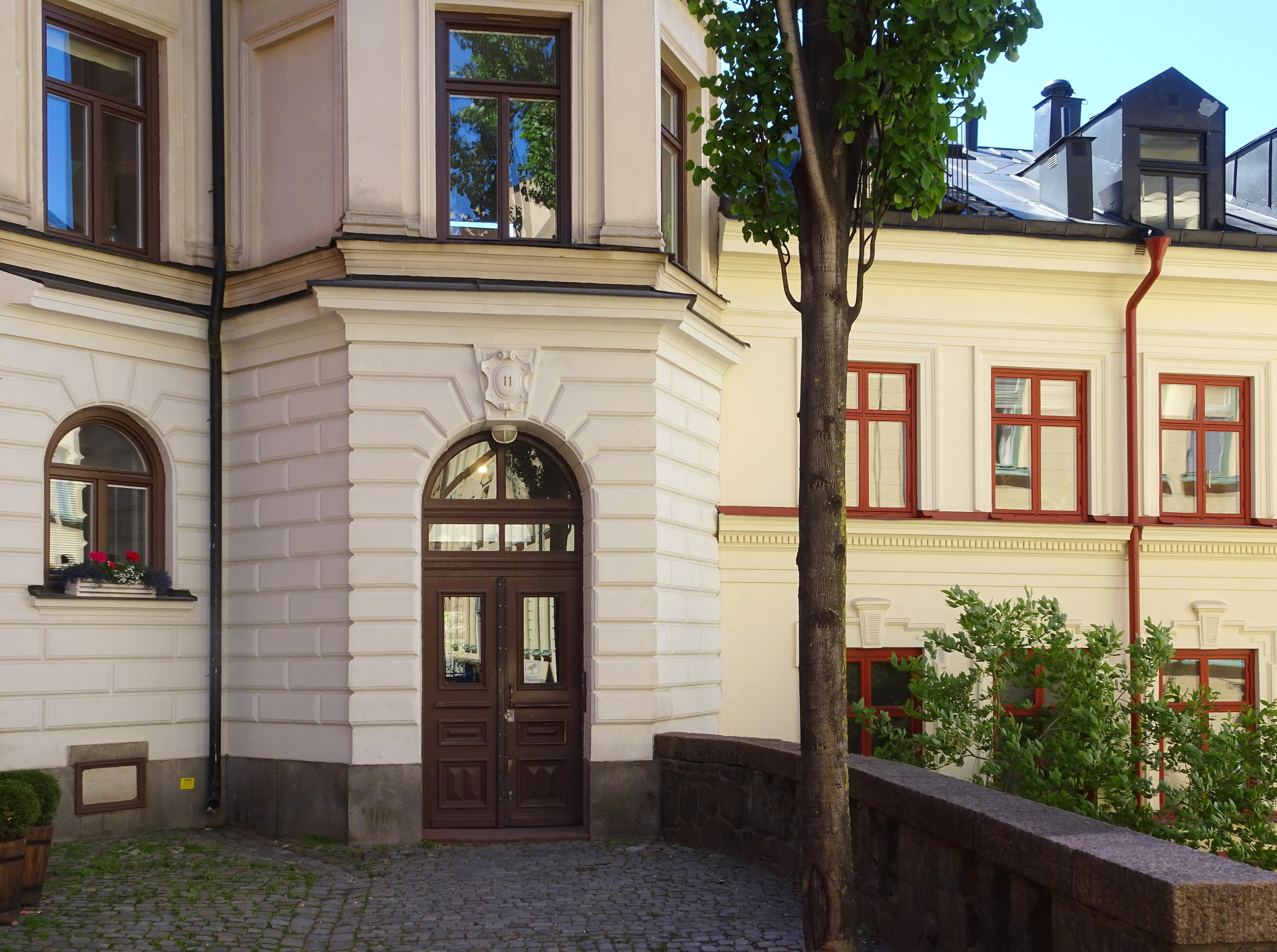
Fredmansgatan 11, entré.
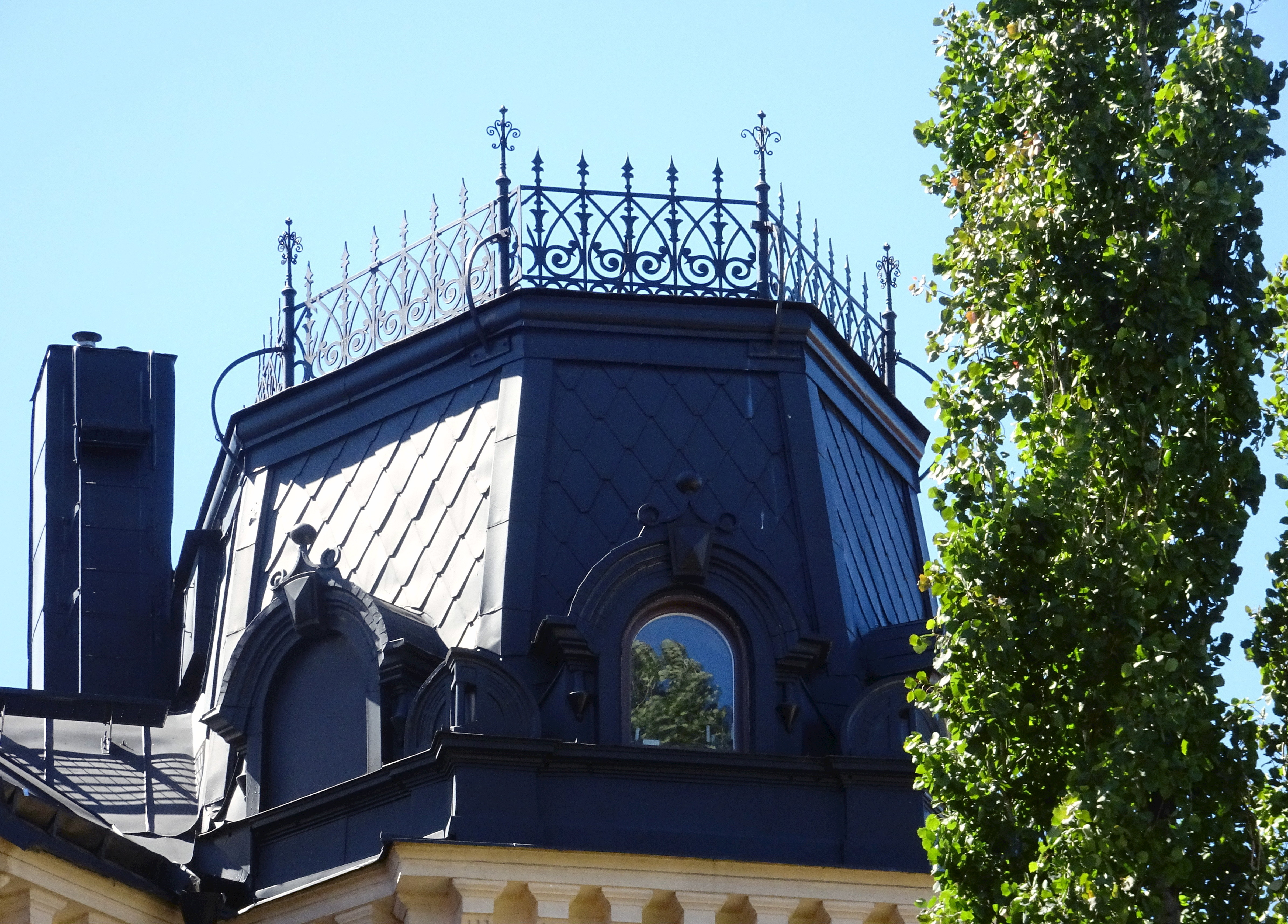
Fredmansgatan 11, torn.
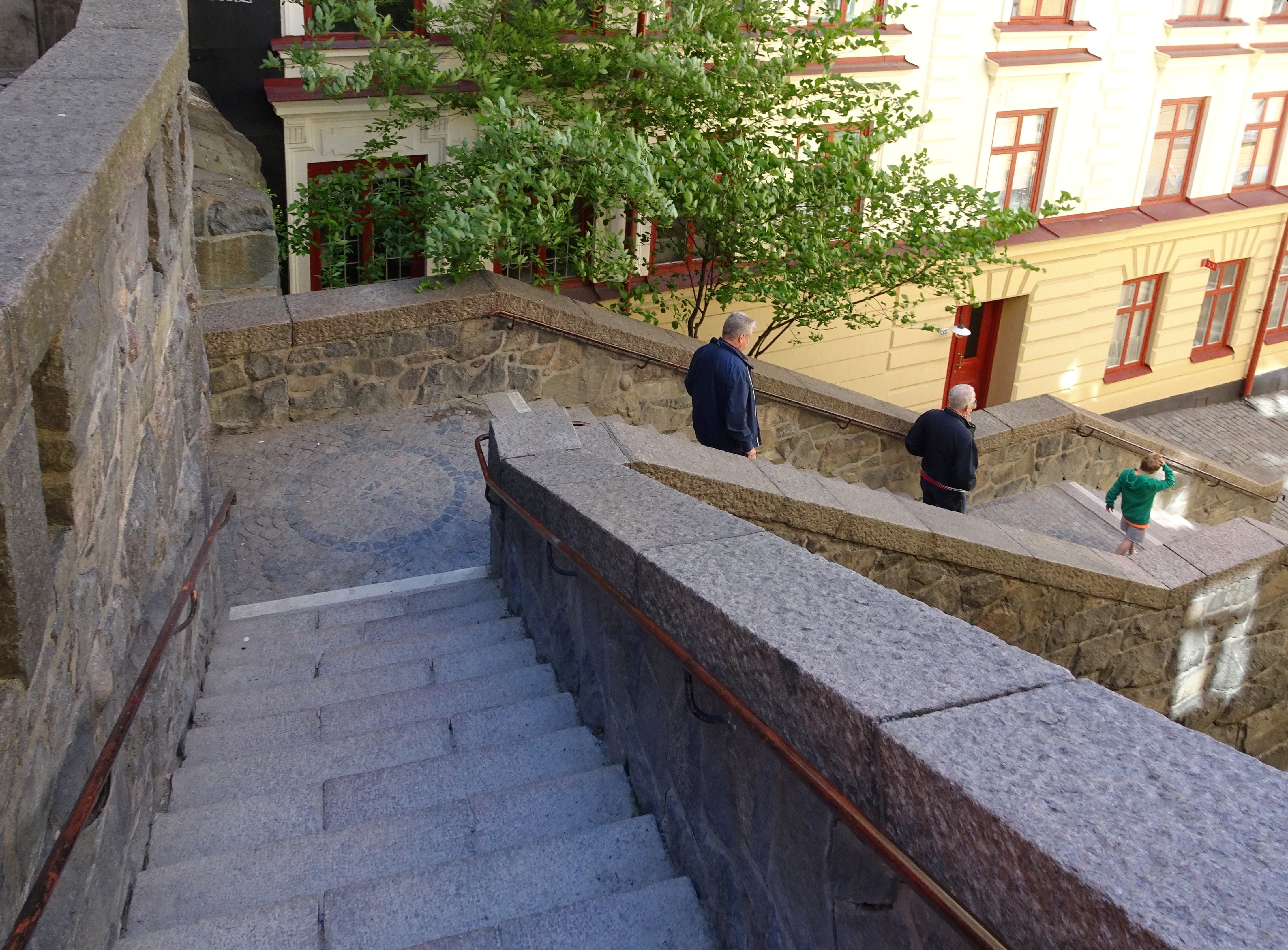
Trapporna ner till Bellmansgatan.